# Orning
Orning slægten er en Dansk/Norsk Uradel slægt med rødder, der strækker sig tilbage til middelalderen. Slægten har spillet en betydelig rolle i skandinavisk historie, både gennem deres adelige titler og deres militære tjeneste.

## Historisk Baggrund
Orning slægten har en fascinerende oprindelse, som omfatter en bemærkelsesværdig historie om en foged hos Johanne Andersdatter (Panter) på Asdal. Denne foged, som var af adel og en del af Orning slægten, blev dømt fra æren for et alvorligt forseelse. Dette førte til, at hans efterkommere undgik at bruge navnet Orning, indtil Vil Orning genoptog det.

## Våbenskjold og Navn
Slægtens våbenskjold består af to blå bølger i et rødt felt, og på hjelmen syv faner vekselvis røde og blå. Dette våben blev også kaldt "Bølle" og navnet blev oprindeligt skrevet "Worn".

## Oprindelse og Traditioner
Orning slægten stammer ifølge traditionen fra Skotland, hvilket kan have påvirket deres valg af navne og skikke.

## Kendte Medlemmer
Svend Orning (1420-1446): Svend Orning var en rådmand i Aalborg. Hans rolle i lokalstyret viser hans betydning i byens historie.
Bernt Eriksen Orning (no) (1614-1677): Bernt Eriksen Orning var en norsk admiral og adelsmand. Han deltog i slaget ved Kolberger Heide i 1644 og var en vigtig militær leder i sin tid. Han arvede Vatne gård, som han omdøbte til Orninggård.
Anne Kristine Orning  (Død: ?) Ægteskabstragedien på Mære Herregård i 1696, Anne Kristine Orning forgiftede sin mand, Iver Mogensen. Hun undslap straffen ved en dramatisk flugt, mens fogeden, der efterforskede hende, blev selv arresteret pga. hendes intriger. Historien indeholder drama, kærlighed, had og intriger i adelens kredse. Anne Kristine blev dømt in absentia til en grusom straf: brænding med glødende tang, håndafhugning og halshugning med en økse. Baggrunden for hendes handlinger omfatter hendes ulykkelige ægteskab og temperament. denne simple tekst fremhæver det komplekse adelsmiljø og de tragiske begivenheder, der udspillede sig på Mære Herregård.

## Medlemsliste
De følgende navne er sat i rækkefølge efter deres fødselsdato eller dødsdato.
| Orning Slægt Medlemmer            | Fødsel og Dødsdato                                                             | Tættest Relaterede | Notater og detaljer | Våbenskjold Eller Billede |
| --------------------------------- | ------------------------------------------------------------------------------ | --- | --- | ------------------------- |
| Svend I. Orning                   | Død: eft. 1446                                                                 | Børn: Mads Svendsen Orning, Til Eget. D. efter 1482 Otte Svendsen Orning, Til Eget. D. † | Stamfader af navnet Orning, rådmand i Aalborg, kaldes 1443 Aalborg Svend "Warni", 1446 Svend Orni, blev ikke betegnet som adelsmand. |                           |
| Mads Svendsen Orning              | Død: eft. 1482                                                                 | Far: Svend I. Orning d. eft. 1446 Mor: N.N. d. †. Søskende:1 bror Hustru: Anne Roed, af Vustgaard d. †. Barn: Svend Madsen Orning, til Eget d. eft. 1556 | til Eget (Vennebjerg herred), som han indværgede i 1478 med lovhævd, i vidne 1462 nævnes Mattis Ornes lovhævd på Eget og 2 gårde i Trygderup. |                           |
| Søren Svendsen Orning             | Død: før 1556                                                                  | Far: Svend Madsen Orning, til Eget d. eft. 1556 Mor: Maren Sørensdatter Munk (Vinranke) d. eft. 1537 Søskende: 3 brødre. Hustru: Ellen Vilsdatter Galskyt d. eft. 1587 Børn: Svend Sørensen Orning d. †. Vil Orning, til Eget d. 24 apr. 1602, Eget, Skærum, Vennebjerg, Hjørring, Danmark. | Ejendom: 1658 - Eget, Skærum, Vennebjerg, Hjørring, Danmark. |                           |
| Bodil Svendsdatter Orning         | Død: eft. 1556                                                                 | Far: Svend Ottesen Orning, til Eget d. †. Mor: Anne Vognsdatter Vognsen af Stenshede, f. eft. 1499 d. †. Søskende: 1 bror Ægtemand: Niels Griis af Slette, til Slette d. eft. 1545 Børn: Palle Nielsen Griis af Slette, til Slette og Nørgaard d. eft. 1608. Bagge Nielsen Griis af Slette d. eft. 23 maj 1573. Anne Nielsdatter Griis af Slette d. før 1606 | |                           |
| Svend Madsen Orning               | Død: eft. 1556                                                                 | Far: Mads Svendsen Orning, til Eget d. eft. 1482 Mor: Anne Roed, af Vustgaard d. †. Hustru: Maren Sørensdatter Munk (Vinranke) d. eft. 1537 Børn: Søren Svendsen Orning, til Eget d. før 1556 Vogn Svendsen Orning, til Gjerumgaard d. eft. 1599 Laurids Svendsen Orning d. †. Thomes Svendsen Orning, til Ellinggaard d. eft. 1571 | Ejendom: (1500-1553) - Eget, Skærum, Vennebjerg, Hjørring, Danmark. til Eget, var 1499 ved julegilde på Aagaard og blev kaldt Svend Orning. |                           |
| Thomes Svendsen Orning            | Død: eft. 1571                                                                 | Far: Svend Madsen Orning, til Eget d. eft. 1556 Mor: Maren Sørensdatter Munk (Vinranke) d. eft. 1537 Søskende: 3 brødre Hustru: Dorte Christensdatter Munk af Ellinggaard, til Ellinggaard, f. ca. 1523 d. eft. 29 jun. 1584. Børn: Jens Thomesen Orning, til Abildgaard d. før 1626 Otte Thomesen Orning, til Vatne d. før 1606 Mette Thomesdatter Orning d. eft. 1637 | var foged på Sostrup, tjente 1567 til søs. |                           |
| Maren Mortensdatter Orning        | Fødsel: 1575 Død: 31 dec. 1648                                                 | Far: Morten Svendsen Orning, til Eget og Vosnæsgaard d. 15 feb. 1574 Mor: Kirsten Clausdatter Ulfeldt, til Vranderup og Skodborghus, f. ca. 1519, Kragerup Hovedgård (Kragerupgaard), Finderup, Løve, Holbæk, Danmark d. 1589 Halvsøskende: 3 halvbrødre og 1 halvsøster (Familie til Poul Abildgaard og Kirsten Clausdatter Ulfeldt) | |                           |
| Maren Vilsdatter Orning           | Fødsel: 29 jun. 1590 Død: 16 jun. 1631                                         | Far: Vil Orning, til Eget d. 24 apr. 1602, Eget, Skærum, Vennebjerg, Hjørring, Danmark. Mor: Kirsten Jørgensdatter Høeg (Banner) d. † Søskende: 2 brødre og 1 søster Ægtemand: Hans Basse af Vendsyssel, til Gjerumgaard og Gersnis d. eft. 6 jun. 1648 Børn: Sophie Hansdatter Basse af Vendsyssel, til Gjerumgaard, f. eft. 1617 d. ca. 1667 Ellen Hansdatter Basse af Vendsyssel, til Gjerumgaard, f. eft. 1617 d. før 1 mar. 1669 Kirsten Hansdatter Basse af Vendsyssel, f. eft. 1617 d. før 1661 | |                           |
| Lisbet Ottesdatter Orning         | Fødsel: 1590 Død: 1676                                                         | Far: Otte Thomesen Orning, til Vatne d. før 1606 Mor: Anne Eriksdatter Orm, til Vatne og Valvatne, f. 1555, Vatna, Stord, Hordaland, Norge d. før 1633 Søskende: 2 brødre og 1 søster Ægtemand: Laurids Johannesen (Galte) Galtung, til Thorsnæs, f. 1588, Torsnes, Jondal, Hardanger, Hordaland, Norge d. 24 apr. 1659 Børn: Johan Galtung d. 1655, Jylland, Danmark. Laurids Lauridsen Galtung, til Torsnes og Bjørnstrup, f. ca. 1615 d. 24 apr. 1659 Elisabeth Lauridsdatter Galtung, f. Skønnet eft. 1615 d. †. Magdalene Christine Lauridsdatter Galtung, f. ca. 1617 d. 1681 Kirsten Lauridsdatter Galtung d. †. Catharina Helvig Lauridsdatter Galtung d. 1693 Anna Lauridsdatter Galtung, f. ca. 1626, Torsnes, Jondal, Hardanger, Hordaland, Norge d. 1671, Torvestad, Hovland, Hordaland, Norge. Kristi Lauridsdatter Galtung d. †.                    | |                           |
| Vogn Svendsen Orning              | Død: eft. 1599                                                                 | Far: Svend Madsen Orning, til Eget d. eft. 1556 Mor: Maren Sørensdatter Munk (Vinranke) d. eft. 1537 Søskende: 3 brødre Hustru: Ingeborg Jensdatter Basse af Vendsyssel, til Gjerumgaard d. †. Børn: Svend Vognsen Orning, til Gjerumgaard d. eft. 16 sep. 1636 Maren Vognsdatter Orning d. †. N.N. Vognsdatter Orning, til Gjerumgaard d. †. | Til Gjerumgaard, nævnes ved hyldingen 1580. |                           |
| Vil Orning, til Eget              | Død: 24 apr. 1602                                                              | Far: Søren Svendsen Orning, til Eget d. før 1556 Mor: Ellen Vilsdatter Galskyt d. eft. 1587 Søskende: 1 bror Hustru: Kirsten Jørgensdatter Høeg (Banner) d. †. Børn: Søren Orning, til Eget d. før 1658 Birte Vilsdatter Orning d. 1661-1663 Maren Vilsdatter Orning, til Gjerumgaard, f. 29 jun. 1590 d. 16 jun. 1631 Jørgen Orning, til Eget og Skaarupgaard d. 28 dec. 1644, Skaarupgaard, Tolne, Horns, Hjørring, Danmark. | til Eget. |                           |
| Otte Thomesen Orning              | Død: før 1606                                                                  | Far: Thomes Svendsen Orning, til Ellinggaard d. eft. 1571 Mor: Dorte Christensdatter Munk af Ellinggaard, til Ellinggaard, f. ca. 1523 d. eft. 29 jun. 1584 Søskende: 1 bror og 1 søster Hustru: Anne Eriksdatter Orm, til Vatne og Valvatne, f. 1555, Vatna, Stord, Hordaland, Norge d. før 1633 Andre Partnere: Jens Mogensen Børn: Erik Ottesen Orning, til Vatne d. 2 feb. 1645 Lisbet Ottesdatter Orning, f. 1590, Vatna, Stord, Hordaland, Norge d. 1676, Torsnes, Jondal, Hardanger, Hordaland, Norge. Otte Ottesen Orning d. †. Maren Orning d. †. | beseglede og underskrev 1591 den norske Adels hylding og skrev der sig til Vatne. |                           |
| Christoffer Orning                | Fødsel: eft. 1608 Død: eft. 1661                                               | Far: Erik Ottesen Orning, til Vatne d. 2 feb. 1645 Mor: Karen Andersdatter Movat d. eft. 1655 Søskende: 4 brødre og 1 søster Hustru: Ingeborg Pallesdatter Rosenkrantz, f. 4 jun. 1631, Vesløsgaard, Vesløs, Vester Han, Thisted, Danmark d. †. Børn: Ingeborg Cathrine Orning d. †. | til Hovland og Holmegaard, nævnes 1650. Fører tilhørende skib, der for toldsvig blev Kongen tildømt, var 1655 kancelliherremand, 1657 skibshøvedsmand, 1661 lensmand på Vardøhus, underskrev s. å. suverænitetsakten. g. m. Ingeborg Pallesdatter Rosenkrantz, hvem han ægtede mod hendes venners vilje og samtykke og ud af riget bortførte, fik herfor ''for denne gang" 3 Aug. 1660 kongl. tilgivelse. |                           |
| Erik Orning                       | Fødsel: eft. 1608 Død: eft. 1652                                               | Far: Jens Thomesen Orning, til Abildgaard d. før 1626 Mor: Edel Lauridsdatter Basse af Vendsyssel d. før 2 jun. 1646 Søskende: 1 bror og 1 søster Hustru: Mette Christensdatter Harbou, f. eft. 1595 d. aug. 1636 Børn: Mathias 'Mads' Orning, til Eide, d. eft. 1675. Søren Orning, d. eft. 1676 Sophie Eriksdatter Orning, d. † | |                           |
| Bernt Eriksen Orning              | Fødsel: ca. 1614, Hovland, Hordaland, Norge Død 1677 Marstrand, Sverige.       | Far: Erik Ottesen Orning, til Vatne d. 2 feb. 1645 Mor: Karen Andersdatter Movat d. eft. 1655 Søskende: 4 brødre og 1 søster Hustru: Sidsel Børgesdatter Juel, f. ca. 1630 d. 1707, Bergen, Hordaland, Norge. Børn: Kvinde Blanceflor Cathrine Orning d. 10 jul. 1748, Torsnes, Strandebarm, Hordaland, Norge. Børge Christoffer Orning d. †. Else Elisabeth Orning, f. ca. 1655 d. ca. 1715 Frederik Christian Orning d. 1736. Otto Erik Orning d. †. | Til Vatne og Orningsgaard på stordøen. deltog slaget i kolbergheide. Fik 1618 tilladelse at gøre en rejse eller to ''på strædet'' eller til vestindien. 1667 inspektør over galejerne i norge, Dræbt 1677 på Orlogsskibet ''Glückstadt'' ved Marstrand. |                           |
| Vil Orning, til Trinderup og Eget | Fødsel: 1616 Død: 1694                                                         | Far: Søren Orning, til Eget d. før 1658 Mor: Sophie Jensdatter Orning d. okt. 1673 Søskende: 1 bror Hustru 1: Else Ovesdatter Lunov d. eft. 1697 Børn: Jakob Lunov Orning d. †. Christence Vilsdatter Orning, d. †. Sophie Vilsdatter Orning, f. 1676 d. 1690, Trygderup, Skærum, Vennebjerg, Hjørring, Danmark. | Ejendom: (1640-1689) - Eget, Skærum, Vennebjerg, Hjørring, Danmark. |                           |
| Ellen Jørgensdatter Orning        | Fødsel: Aastrup Herregård, Vennebjerg, Hjørring, Danmark Død: eft. 1638        | Far: Jørgen Orning, til Eget og Skaarupgaard d. 28 dec. 1644, Skaarupgaard, Tolne, Horns, Hjørring, Danmark Mor: Sophie Nielsdatter Basse af Vendsyssel, f. 30 jun. 1603 d. 19 feb. 1634 Søskende:1 bror og 3 søstre. Halvsøskende: 1 halvsøster (Familie til Jørgen Orning og Lisbet Steensdatter Rodsteen). | Død som barn. |                           |
| Christoffer Orning, til Trygderup | Fødsel: eft. 1620 Død: jul. 1693                                               | Far: Søren Orning, til Eget d. før 1658 Mor: Sophie Jensdatter Orning d. okt. 1673 Søskende: 1 bror. Hustru: Sophie Mathiasdatter Budde, til Hindsels, f. eft. 1654 d. før 1718 Andre Partnere: Reinhold Jensen Holst , Frederik Lassen. | Til Trygderup, solgte i 1680 sin halvpart i Eget til sin broder. Ejendom: (1650-1680) - Eget, Skærum, Vennebjerg, Hjørring, Danmark. |                           |
| Jens Thomesen Orning              | Død: før 1626                                                                  | Far: Thomes Svendsen Orning, til Ellinggaard d. eft. 1571 Mor: Dorte Christensdatter Munk af Ellinggaard, til Ellinggaard, f. ca. 1523 d. eft. 29 jun. 1584 Søskende: 1 bror og 1 søster. Hustru: Edel Lauridsdatter Basse af Vendsyssel d. før 2 jun. 1646 Anre Partnere: Mikkel Hvas af Skørtholt, til Sørup. Børn: Thomes Orning d. eft. 1627. Erik Orning, f. eft. 1608 d. eft. 1652. Sophie Jensdatter Orning d. okt. 1673 | Til Abildgaard (Børglum herred), hans enke og søn 1626 tilskiftede sig anpart i af Søren Orning mod deres anpart i Eget. De solgte 1627. |                           |
| Otte Orning                       | Død: eft. 1627                                                                 | Far: Erik Ottesen Orning, til Vatne d. 2 feb. 1645 Mor: Karen Andersdatter Movat d. eft. 1655 Søskende: 4 brødre og 1 søster. | Ægteskab: 1608 1627 Må have været i Ribe stod fadder til sin broder kaptajn Erik Ornings søn, dræbt i duel foran Malmø af Johan Budde. |                           |
| Mathias 'Mads' Orning             | Hjemmedøbt: 13 jan. 1627 Død: eft. 1675                                        | Far: Erik Orning, f. eft. 1608 d. eft. 1652 Mor: Mette Christensdatter Harbou, f. eft. 1595 d. aug. 1636 Søskende: 1 bror og 1 søster. Hustru 1: Anne Margrethe Frederiksdatter Budde d. †. Børn: Anne Christine Orning d. †. Hustru 2: Beate Elisabeth Vargas d. †. | til Eide, var 1659 løjtnant reformé og ritmester ved oberst Kørbers gevorb. stod 1662 ved norske rytter. 1675 kaptajn og chef for nordenfjeldske dragon-Komp. |                           |
| Thomes Orning                     | Død: eft. 1627                                                                 | Far: Jens Thomesen Orning, til Abildgaard d. før 1626 Mor: Edel Lauridsdatter Basse af Vendsyssel d. før 2 jun. 1646 Søskende: 1 bror og 1 søster. | |                           |
| Kirsten Jørgensdatter Orning      | Fødsel: 1628 Død: 1718                                                         | Far: Jørgen Orning, til Eget og Skaarupgaard d. 28 dec. 1644, Skaarupgaard, Tolne, Horns, Hjørring, Danmark. Mor: Sophie Nielsdatter Basse af Vendsyssel, f. 30 jun. 1603 d. 19 feb. 1634. Søskende: 1 bror og 3 søstre Ægtemand: Niels Harbou, til Slustrup og Søgaard d. 1675 Børn: N.N. Harbou d. før 1739 N.N. Harbou d. før 1739. Claus Nielsen 'Hardebou' Harbou d. eft. 1708. Mette Harbou. d. †. Berte Marie Harbou. d. †. Vibeke Sophie Harbou, f. ca. 1661 d. 1736, Bølling, Bølling, Ringkøbing, Danmark. | Boede som enke på Kastbjerg i Bølling herred. |                           |
| Søren Orning                      | Dåb: 1 aug. 1630 - Ribe Domkirke, Danmark. Død: eft. 1676                      | Far: Erik Orning, f. eft. 1608 d. eft. 1652 Mor: Mette Christensdatter Harbou, f. eft. 1595 d. aug. 1636 Søskende: 1 bror og 1 søster. Hustru: Alhed von Cölln, auf Grossen Grabow d. eft. 1670 | fik 1653 bestalling som skibsløjtnant og samme år som kaptajn til lands og til vands, tjente endnu 1676 som kaptajn i flåden; g. m. Alhed von Køllen af Grossen Grabow. |                           |
| Sophie Eriksdatter Orning         | Dåb: 26 maj 1633 - Ribe Domkirke, Danmark. Død: †                              | Far: Erik Orning, f. eft. 1608 d. eft. 1652 Mor: Mette Christensdatter Harbou, f. eft. 1595 d. aug. 1636 Søskende: 2 brødre. | Ægteskab: før 1627 |                           |
| Svend Vognsen Orning              | Død: eft. 16 sep. 1636                                                         | Far: Vogn Svendsen Orning, til Gjerumgaard d. eft. 1599 Mor: Ingeborg Jensdatter Basse af Vendsyssel, til Gjerumgaard d. †. Søskende: 2 søstre. Hustru: (Skilt) Marie von Randau d. eft. 1614 | til Gjerumgaard, som han 1617 solgte til Hans Basse, tjente hertug Hans på Sønderborg, købte 1635 Knudsholm (Vennebjerg herred), pantsatte den 16. september 1636 til fru Sophie Brahe. |                           |
| Mette Thomesdatter Orning         | Død: eft. 1637                                                                 | Far: Thomes Svendsen Orning, til Ellinggaard d. eft. 1571 Mor: Dorte Christensdatter Munk af Ellinggaard, til Ellinggaard, f. ca. 1523 d. eft. 29 jun. 1584 Søskende: 2 brødre. Ægtemand: Frands Nielsen Munk af Veibjerggaard, til Ørs d. før 1625 Børn: Maren Munk af Veibjerggaard d. 1652 | |                           |
| Jørgen Orning, til Skaarupgaard.  | Død: 28 dec. 1644 - Skaarupgaard, Tolne, Horns, Hjørring, Danmark              | Far: Vil Orning, til Eget d. 24 apr. 1602, Eget, Skærum, Vennebjerg, Hjørring, Danmark. Mor: Kirsten Jørgensdatter Høeg (Banner) d. †. Søskende. 1 bror og 2 søstre. Hustru 1: Sophie Nielsdatter Basse af Vendsyssel, f. 1603 d. 19, 1634 Børn: Christence Jørgensdatter Orning, d. eft. 1653 Kirsten Jørgensdatter Orning, til Skaarupgaard, f. 1628, Norge, Norway d. 1718 Ellen Jørgensdatter Orning, d. eft. 1638 Vil Orning, d. før 8 maj 1658 Agathe Jørgensdatter Orning d. 1684 Hustru 2: Lisbet Steensdatter Rodsteen, til Sortkjærgaard d. eft. 1657 Børn: Sophie Jørgensdatter Orning, til Skaarupgaard d. †. | til Eget og Skaarupgaard, fik 1623 bestalling som kaptajn, var 1618-22 med Ove Giedde i Ostindien, takseres 1625 med 3 andre adelspersoner til i alt 320 tønder hartkorn, men 1638 alene til 213 tønder hartkorn, var 1630 underadmiral, samme år lensmand på Aastrup. |                           |
| Jørgen Orning, til Vatne          | Død: eft. 1644                                                                 | Far: Erik Ottesen Orning, til Vatne d. 2 feb. 1645 Mor: Karen Andersdatter Movat d. eft. 1655 Søskende: 4 brødre og 1 søster. | 1642-44 sekretær i kancelliet, skudt i duel af Johan Budde, men efter andre angivelser død i fransk tjeneste. |                           |
| Erik Ottesen Orning               | Død: 2 feb. 1645                                                               | Far: Otte Thomesen Orning, til Vatne d. før 1606 Mor: Anne Eriksdatter Orm, til Vatne og Valvatne, f. 1555, Vatna, Stord, Hordaland, Norge d. før 1633 Søskende: 1 bror og 2 søstre. Hustru: Karen Andersdatter Movat d. eft. 1655 Børn: Jørgen Orning, til Vatne d. eft. 1644 Erik Eriksen Orning, til Eidegård d. eft. 1650 Barbara Eriksdatter Orning d. †. Otte Orning d. eft. 1627 Bernt Eriksen Orning, til Vatne og Orningsgaard, f. ca. 1614, Hovland, Hordaland, Norge d. 1677, Marstrand, Sverige. Christoffer Orning, til Hovland og Holmegaard, f. eft. 1608 d. eft. 1661 | Til Vatne, 1628 skibschef, 1630 admiral på Holmen, 1634-46 lensmand ved Halsnø kloster og Hardanger len, faldt 1641 i kongens unåde på grund af udvist forsømmelighed, men beholdt dog sin stilling. såret 1644 i slaget på Kolberg Heide, samme år generaladmiral, samme år afskediget i unåde. |                           |
| Christence Jørgensdatter Orning   | Død: eft. 1653                                                                 | Far: Jørgen Orning, til Eget og Skaarupgaard d. 28 dec. 1644, Skaarupgaard, Tolne, Horns, Hjørring, Danmark. Mor: Sophie Nielsdatter Basse af Vendsyssel, f. 30 jun. 1603 d. 19 feb. 1634 Søskende: 1 bror og 3 søstre. | To døtre af 1. ægteskab 1649 |                           |
| Else Elisabeth Orning             | Fødsel: ca. 1655 Død: ca. 1715                                                 | Far: Bernt Eriksen Orning, til Vatne og Orningsgaard, f. ca. 1614, Hovland, Hordaland, Norge d. 1677, Marstrand, Sverige Mor: Sidsel Børgesdatter Juel, f. ca. 1630 d. 1707, Bergen, Hordaland, Norge. Søskende: 3 brødre og 1 søster. Ægtemand: Morten Haagensen Grønvold, f. 1658 d. ca. 1715, Stord, Hordaland, Norge. | parrets efterkommere antog navnet Orning. |                           |
| Erik Eriksen Orning               | Død: eft. 1650                                                                 | Far: Erik Ottesen Orning, til Vatne d. 2 feb. 1645 Mor: Karen Andersdatter Movat d. eft. 1655 Søskende: 4 brødre og 1 søster. | |                           |
| Søren Orning, til Eget            | Død: før 1658                                                                  | Far: Vil Orning, til Eget d. 24 apr. 1602, Eget, Skærum, Vennebjerg, Hjørring, Danmark. Mor: Kirsten Jørgensdatter Høeg (Banner) d. †. Søskende: 1 bror og 2 søstre. Hustru 1: Margrethe Eriksdatter Hvas af Skørtholt, f. Skønnet ca. 1615-1620 d. 1673 Andre Partnere: Hans Jørgensen Hustru 2: Sophie Jensdatter Orning d. okt. 1673 Børn: Vil Orning, til Trinderup og Eget, f. 1616 d. 1694 Christoffer Orning, til Trygderup, f. eft. 1620 d. jul. 1693 | Ejendom: 1658 - Eget, Skærum, Vennebjerg, Hjørring, Danmark. I 1610 gik på Sorø skole, takseredes 1625 med tre andre til 296 tønde hartkorn. Blev 1642 tiltalt for at have forført sin ''frænde'' (slægtning) Jens Hvas' datter Margrethe og måtte derfor rømme - (begive sig bort) fra landet i fem år.                                                                                                  |                           |
| Vil Orning                        | Fødsel: Aastrup Herregård, Vennebjerg, Hjørring, Danmark. Død: før 8 maj 1658  | Far: Jørgen Orning, til Eget og Skaarupgaard d. 28 dec. 1644, Skaarupgaard, Tolne, Horns, Hjørring, Danmark. Mor: Sophie Nielsdatter Basse af Vendsyssel, f. 30 jun. 1603 d. 19 feb. 1634 Søskende: 4 søstre. | Kom 1649 i Sorø Skole, fik 1654 af sin moder og sine søstre Sophie og Agathe tilskødet deres parter i Skaarupgaard. |                           |
| Birte Vilsdatter Orning           | Død: 1661-1663                                                                 | Far: Vil Orning, til Eget d. 24 apr. 1602, Eget, Skærum, Vennebjerg, Hjørring, Danmark. Mor: Kirsten Jørgensdatter Høeg (Banner) d. †. Søskende: 2 brødre og 1 søster. Ægtemand: Knud Sørensen (Tredje-Slægten), til Tredje og Holmgård d. eft. 1668 Børn: Inger Knudsdatter (Tredje-Slægten), til Tredje og Holmgård, f. ca. 1629 d. 1718 | |                           |
| Sophie Jensdatter Orning          | Død. okt. 1673                                                                 | Far: Jens Thomesen Orning, til Abildgaard d. før 1626 Mor: Edel Lauridsdatter Basse af Vendsyssel d. før 2 jun. 1646 Søskende: 2 brødre. Ægtemand: Søren Orning, til Eget d. før 1658 Andre Partnere: Margrethe Eriksdatter Hvas af Skørtholt. Børn: Vil Orning, til Trinderup og Eget, f. 1616 d. 1694 Christoffer Orning, til Trygderup, f. eft. 1620 d. jul. 1693 | Ejendom: (1658-1673) - Eget, Skærum, Vennebjerg, Hjørring, Danmark. |                           |
| Christence Vilsdatter Orning      | Dåb: 1675, Skærum Kirke, Horns, Hjørring, Danmark. Død: †, ingen informationer | Far: Vil Orning, til Trinderup og Eget, f. 1616 d. 1694. Mor: Else Ovesdatter Lunov d. eft. 1697. Søskende: 1 bror og 1 søster. | |                           |
| Sophie Vilsdatter Orning          | Fødsel: 1676 Død: 1690                                                         | Far: Vil Orning, til Trinderup og Eget, f. 1616 d. 1694 Mor: Else Ovesdatter Lunov d. eft. 1697 Søskende: 1 bror og 1 søster. | |                           |
| Agathe Jørgensdatter Orning       | Død: 1684                                                                      | Far: Jørgen Orning, til Eget og Skaarupgaard, d. 28 dec. 1644, Skaarupgaard, Tolne, Horns, Hjørring, Danmark. Mor: Sophie Nielsdatter Basse af Vendsyssel, f. 30 jun. 1603, d. 19 feb. 1634 Søskende: 1 bror og 3 søstre. Andre partnere: Vibeke Eilersdatter Banner. Ægtemand: Wulf Unger, til Hæstrup, f. ca. 1640, d. 1695 Børn: Helvig Lindenov Wulfsdatter Unger, til Hæstrupgaard, d. eft. 1735. Hans Jørgen Unger, d. før 13 jun. 1721 | |                           |
| Vilhelm Frederik Orning           | Fødsel: 1703 Død: 8 okt. 1784 - Asker, Akershus, Norge.                        | Far: Frederik Christian Orning d. 1736 Mor: Rebekka Margrethe Matheson d. †. Søskende: 1 bror og 1 søster. Hustru: Anne Agathe Zitlov Kaas (Mur), f. 1714 d. 19 sep. 1804, Asker, Akershus, Norge. Børn: Sabine Marie Orning, f. 1740 d. †. Frederik Christian Orning, f. 1741 d. 1781 Lorentz Verner Orning, f. 1743 d. †. Rebekka Dorthea Orning, f. eft. 1743 d. †. Frederikke Orning, f. eft. 1743, d. †. Anna Margrethe Orning, f. eft. 1743 d. †. Louise Orning, f. eft. 1743 d. 8 jun. 1824, Oslo - Kristiania, Norge. Ove Rammel Sehested Orning, d. 1786 | Underofficer ved Brockenhuus nation. dragonregiment, 1729 fænrik, 1735 løjtnant ved 1. søndenfjeldske nation. dragonregiment, 1742 kaptajnløjtnant, 1747 kaptajns karakter, 1749 eskadronchef, 1755 tertsmajor, sekondmajor, 1701 karakter oberstløjtnant, dimitterede 1773. |                           |
| Anna Margrethe Orning             | Fødsel: eft. 1743. Død: †.                                                     | Far: Vilhelm Frederik Orning, f. 1703, d. 8 okt. 1784, Asker, Akershus, Norge. Mor: Anne Agathe Zitlov Kaas (Mur), f. 1714, d. 19 sep. 1804, Asker, Akershus, Norge. Søskende: 3 brødre og 4 søstre. Ægtemand: Poul Jørgen Beichmann, f. 1741, d. 1824 Andre partnere: Rebekka Dorthea Orning. | Ægteskab: 16 okt. 1739, Toten, Asker, Akershus, Norge. |                           |
| Frederik Christian Orning         | Død: 1736                                                                      | Far: Bernt Eriksen Orning, til Vatne og Orningsgaard, f. ca. 1614, Hovland, Hordaland, Norge d. 1677, Marstrand, Sverige. Mor: Sidsel Børgesdatter Juel, f. ca. 1630 d. 1707, Bergen, Hordaland, Norge. Søskende: 2 brødre og 2 søstre. Hustru: Rebekka Margrethe Matheson d. †. Børn: Bernt Orning d. †. Vilhelm Frederik Orning, f. 1703 d. 8 okt. 1784, Asker, Akershus, Norge. Else Margrethe Orning d. †. | 1690 fænrik ved Marschalcks dragonregiment, 1711 karakter kaptajn ved Ötkens dragonregiment, 1714 kaptajn ved akershusiske regiment, afsked 1715 |                           |
| Sabine Marie Orning               | Fødsel: 1740 Død: †.                                                           | Far: Vilhelm Frederik Orning, f. 1703 d. 8 okt. 1784, Asker, Akershus, Norge. Mor: Anne Agathe Zitlov Kaas (Mur), f. 1714 d. 19 sep. 1804, Asker, Akershus, Norge. Søskende: 3 brødre og 4 søstre. | Ægteskab: 16 okt. 1739 - Toten, Asker, Akershus, Norge. |                           |
| Frederik Christian Orning         | Fødsel: 1741 Død: 1781                                                         | Far: Vilhelm Frederik Orning, f. 1703 d. 8 okt. 1784, Asker, Akershus, Norge. Mor: Anne Agathe Zitlov Kaas (Mur), f. 1714 d. 19 sep. 1804, Asker, Akershus, Norge. Søskende: 2 brødre og 5 søstre. Ægteskab: 16 okt. 1739 - Toten, Asker, Akershus, Norge. | Kvartermester, 1702 fænrik reformé ved 1. søndenfjeldske nation. dragonregiment, 1770 Fænrik, 1772 sekondløjtnant ved 2. søndenfjeldske nation. dragonregiment, 1779 premierløjtnant. |                           |
| Lorentz Verner Orning             | Fødsel: 1743 Død: †.                                                           | Far: Vilhelm Frederik Orning, f. 1703 d. 8 okt. 1784, Asker, Akershus, Norge. Mor: Anne Agathe Zitlov Kaas (Mur), f. 1714 d. 19 sep. 1804, Asker, Akershus, Norge. Søskende: 2 brødre og 5 søstre. | |                           |
| Louise Orning                     | Fødsel: eft. 1743 Død: 8 jun. 1824                                             | Far: Vilhelm Frederik Orning, f. 1703 d. 8 okt. 1784, Asker, Akershus, Norge. Mor: Anne Agathe Zitlov Kaas (Mur), f. 1714 d. 19 sep. 1804, Asker, Akershus, Norge. Søskende: 3 brødre og 4 søstre Ægtemand: Johan Schiøberg d. 1806, Oslo - Kristiania, Norge. | |                           |
| Frederikke Orning                 | Fødsel: eft. 1743 Død: Ca. 1786                                                | Far: Vilhelm Frederik Orning, f. 1703 d. 8 okt. 1784, Asker, Akershus, Norge. Mor: Anne Agathe Zitlov Kaas (Mur), f. 1714 d. 19 sep. 1804, Asker, Akershus, Norge. Søskende: 3 brødre og 4 søstre. Ægtemand: Lars Jacob Kaas, f. 1731, d. Ca. 1786. | |                           |
| Rebekka Dorthea Orning            | Fødsel: eft. 1743 Død: †.                                                      | Far: Vilhelm Frederik Orning, f. 1703 d. 8 okt. 1784, Asker, Akershus, Norge. Mor: Anne Agathe Zitlov Kaas (Mur), f. 1714 d. 19 sep. 1804, Asker, Akershus, Norge. Søskende: 3 brødre og 4 søstre. Ægtemand 1: Henrik Hess d. 1794, Oslo - Kristiania, Norge. Ægtemand 2: Poul Jørgen Beichmann, f. 1741 d. 1824 Andre partnere: Anna Margrethe Orning. | |                           |
| Ove Rammel Sehested Orning        | Dåb: 1752 - Gjerdrum, Akershus, Norge Død: 1786                                | Far: Vilhelm Frederik Orning, f. 1703 d. 8 okt. 1784, Asker, Akershus, Norge. Mor: Anne Agathe Zitlov Kaas (Mur), f. 1714 d. 19 sep. 1804, Asker, Akershus, Norge. Søskende: 2 brødre og 5 søstre. | 1773-77 elev i den norske militære mathematiske skole, 1776 sekondløjtnant á la suite og 1777 sekondløjtnant ved 1. Muligt slægtens sidste mand. Ægteskab: 16 okt. 1739 - Toten, Asker, Akershus, Norge . |                           |
| Anne Christine Orning             | Død: †.                                                                        | Far: Mathias 'Mads' Orning, til Eide, dbt. 4 feb. 1627, Ribe Domkirke, Ribe, Ribe, Danmark, d. eft. 1675 Mor: Anne Margrethe Frederiksdatter Budde, d. †. Ægtemand: Iver Mogensen, d. 1696 | Forgiftede sin man Iver Mogensen, med rottekrudt, kan læses på Pdf. se kilde liste. |                           |
| Barbara Eriksdatter Orning        | Død: †.                                                                        | Far: Erik Ottesen Orning, til Vatne, d. 2 feb. 1645 Mor: Karen Andersdatter Movat, d. eft. 1655 Søskende: 5 brødre. Ægtemand: 1608, Var gift med en fransk mand. | |                           |
| Bernt Orning                      | Død: †.                                                                        | Far: Frederik Christian Orning, d. 1736 Mor: Rebekka Margrethe Matheson, d. †. Søskende: 1 bror og 1 søster. | |                           |
| Børge Christoffer Orning          | Død †.                                                                         | Far: Bernt Eriksen Orning, til Vatne og Orningsgaard, f. ca. 1614, Hovland, Hordaland, Norge d. 1677, Marstrand, Sverige. Mor: Sidsel Børgesdatter Juel, f. ca. 1630 d. 1707, Bergen, Hordaland, Norge. Søskende: 2 brødre og 2 søstre. | |                           |
| Else Margrethe Orning             | Død: †.                                                                        | Far: Frederik Christian Orning d. 1736 Mor: Rebekka Margrethe Matheson d. †. Søskende: 2 brødre. Ægtemand: Joachim Christian Bendtz d. 26 jul. 1776 | |                           |
| Ingeborg Cathrine Orning          | Død: †.                                                                        | Far: Christoffer Orning, til Hovland og Holmegaard, f. eft. 1608 d. eft. 1661 Mor: Ingeborg Pallesdatter Rosenkrantz, f. 4 jun. 1631, Vesløsgaard, Vesløs, Vester Han, Thisted, Danmark d. †. | Død som barn. |                           |
| Jakob Lunov Orning                | Død: †.                                                                        | Far: Vil Orning, til Trinderup og Eget, f. 1616 d. 1694 Mor: Else Ovesdatter Lunov d. eft. 1697 Søskende: 2 søstre. | |                           |
| Laurids Svendsen Orning           | Død: †.                                                                        | Far: Svend Madsen Orning, til Eget d. eft. 1556 Mor: Maren Sørensdatter Munk (Vinranke) d. eft. 1537 Søskende: 3 brødre. | |                           |
| Maren Orning                      | Død: †.                                                                        | Far: Otte Thomesen Orning, til Vatne d. før 1606 Mor: Anne Eriksdatter Orm, til Vatne og Valvatne, f. 1555, Vatna, Stord, Hordaland, Norge d. før 1633 Søskende: 2 brødre og 1 søster. | |                           |
| Maren Vognsdatter Orning          | Død: †.                                                                        | Far: Vogn Svendsen Orning, til Gjerumgaard d. eft. 1599 Mor: Ingeborg Jensdatter Basse af Vendsyssel, til Gjerumgaard d. †. Søskende: 1 bror og 1 søster. Ægtemand: Vogn Vognsen af Stenshede, til Stenshede d. 1635 Børn: Vogn Vognsen af Stenshede, f. 1594 d. 13 maj 1650, Stenshede, Volstrup, Dronninglund, Hjørring, Danmark. Kirsten Vognsen af Stenshede d. 1633. Mand Jens Vognsen af Stenshede d. før 1627. Jesper Vognsen af Stenshede, til Rolsegaard, f. 1619 d. 1687. | |                           |
| N.N. Vognsdatter Orning           | Død: †.                                                                        | Far: Vogn Svendsen Orning, til Gjerumgaard d. eft. 1599 Mor: Ingeborg Jensdatter Basse af Vendsyssel, til Gjerumgaard d. †. Søskende: 1 bror og 1 søster. Ægtemand: Jens Hvas af Skørtholt, til Skjørtholt d. eft. 1652 Børn: Erik Hvas af Skørtholt, til Skørtholt og Gjerumgaard, f. ca. 1615 d. 1661-1662 Vogn Jensen Hvas af Skørtholt, f. ca. 1617 d. eft. 1665 Margrethe Eriksdatter Hvas af Skørtholt, f. Skønnet ca. 1615-1620 d. 1673 | |                           |
| Otte Ottesen Orning               | Død: †.                                                                        | Far: Otte Thomesen Orning, til Vatne d. før 1606 Mor: Anne Eriksdatter Orm, til Vatne og Valvatne, f. 1555, Vatna, Stord, Hordaland, Norge d. før 1633 Søskende: 1 bror og 2 søstre. | |                           |
| Otte Svendsen Orning, til Eget    | Død: †.                                                                        | Far: Svend I. Orning d. eft. 1446 Mor: N.N. d. †. Søskende: 1 bror. Hustru: N.N. d. †. Børn: Svend Ottesen Orning, til Eget d. †. | Søn til Stamfader Svend I. Orning. |                           |
| Otto Erik Orning                  | Død: †.                                                                        | Far: Bernt Eriksen Orning, til Vatne og Orningsgaard, f. ca. 1614, Hovland, Hordaland, Norge d. 1677, Marstrand, Sverige. Mor: Sidsel Børgesdatter Juel, f. ca. 1630 d. 1707, Bergen, Hordaland, Norge. Søskende: 2 brødre og 2 søstre. | |                           |
| Sophie Jørgensdatter Orning       | Død: †.                                                                        | Far: Jørgen Orning, til Eget og Skaarupgaard d. 28 dec. 1644, Skaarupgaard, Tolne, Horns, Hjørring, Danmark. Mor: Lisbet Steensdatter Rodsteen, til Sortkjærgaard d. eft. 1657 Halvsøskende: 1 halvbror og 4 halvsøstre (Familie til Jørgen Orning og Sophie Nielsdatter Basse af Vendsyssel). Ægtemand: Mogens Eriksen Krabbe af Østergaard, til Vejbyvad d. 1676, falden ved Halmstad, Sverige. Børn: Erik Krabbe af Østergaard, f. ca. 1662 d. 16 sep. 1694, Petrovaradin (Peterwardein), Serbia. Margrethe Elisabeth Krabbe af Østergaard, f. 1666 d. 23 okt. 1758, Møllerup Gods, Feldballe, Djurs Sønder, Randers, Danmark. Jørgen Krabbe af Østergaard, f. 2 feb. 1673 d. 3 apr. 1717 Kirstine Marie Krabbe af Østergaard, til Lindersvold, f. eft. 1670 d. 17 jan. 1736 Marie Mogensdatter Krabbe af Østergaard d. †. Frederik Krabbe af Østergaard d. †. | Til Skaarupgaard. |                           |
| Svend Ottesen Orning, til Eget    | Død: †.                                                                        | Far: Otte Svendsen Orning, til Eget d. †. Mor: N.N. d. †. Hustru: Anne Vognsdatter Vognsen af Stenshede, f. eft. 1499 d. †. Børn: Morten Svendsen Orning, til Eget og Vosnæsgaard d. 15 feb. 1574 Bodil Svendsdatter Orning d. eft. 1556 | |                           |
| Svend Sørensen Orning             | Død: †.                                                                        | Far: Søren Svendsen Orning, til Eget d. før 1556 Mor: Ellen Vilsdatter Galskyt d. eft. 1587 Søskende: 1 bror. | Død lille. |                           |